# Devin Oliver
Pour les articles homonymes, voir Devin et Oliver.
Devin Oliver, né le 2 juillet 1992 à Kalamazoo dans le Michigan, est un joueur américain de basket-ball. Il évolue aux postes d'ailier fort et d'ailier.

## Biographie
Entre 2006 et 2010, il va au lycée de Kalamazoo dans le Michigan.

### Carrière universitaire
Il passe ses quatre années universitaires à l'université de Dayton où il joue pour les Flyers.

### Carrière professionnelle
Le 26 juin 2014, lors de la draft 2014 de la NBA, automatiquement éligible, il n'est pas sélectionné. En juillet 2014, il participe à la NBA Summer League 2014 d'Orlando avec les Celtics de Boston où il joue 4,5 minutes par match.
Le 15 juillet 2014, il signe son premier contrat professionnel en Belgique au Limburg United.
Le 11 août 2015, il part en Israël jouer pour le Maccabi Kiryat Gat (en), promu en première division. Le 1er décembre 2015, le club décide de se séparer d'Oliver.
Le 15 mars 2016, il signe en France au Rouen Métropole Basket.
Le 22 août 2016, il signe en Slovénie à l'Union Olimpija.

## Statistiques

### Universitaires
Les statistiques en matchs universitaires de Devin Oliver sont les suivantes :
| Saison    | Équipe | Matchs | Titul. | Min./m | % Tir | % 3pts | % LF | Rbds/m. | Pass/m. | Int/m. | Ctr/m. | Pts/m. |
| --------- | ------ | ------ | ------ | ------ | ----- | ------ | ---- | ------- | ------- | ------ | ------ | ------ |
| 2010-2011 | Dayton | 32     | 0      | 9,6    | 32,2  | 15,8   | 37,5 | 2,31    | 0,47    | 0,28   | 0,00   | 1,38   |
| 2011-2012 | Dayton | 33     | 8      | 20,5   | 41,8  | 21,2   | 74,1 | 4,97    | 0,97    | 0,76   | 0,15   | 4,91   |
| 2012-2013 | Dayton | 31     | 26     | 28,5   | 46,8  | 28,3   | 62,8 | 7,84    | 1,77    | 1,16   | 0,23   | 8,94   |
| 2013-2014 | Dayton | 37     | 37     | 29,9   | 48,4  | 39,6   | 76,3 | 7,43    | 2,32    | 0,89   | 0,27   | 11,89  |
| Total     | Total  | 133    | 71     | 22,4   | 45,4  | 31,8   | 70,7 | 5,68    | 1,41    | 0,77   | 0,17   | 6,94   |

### Professionnelles
| Saison    | Équipe                  | Matchs | Titul. | Min./m | % Tir | % 3pts | % LF | Rbds/m. | Pass/m. | Int/m. | Ctr/m. | Pts/m. |
| --------- | ----------------------- | ------ | ------ | ------ | ----- | ------ | ---- | ------- | ------- | ------ | ------ | ------ |
| 2014-2015 | Limburg United          | 32     | 26     | 25,1   | 46,9  | 30,8   | 72,2 | 7,19    | 1,84    | 1,50   | 0,28   | 11,62  |
| 2015-2016 | Maccabi Kiryat Gat (en) | 9      | 6      | 28,8   | 37,7  | 28,6   | 60,0 | 7,33    | 1,44    | 2,67   | 0,11   | 8,44   |
| 2015-2016 | Rouen                   | 11     | 6      | 27,0   | 44,8  | 34,2   | 72,0 | 6,73    | 1,55    | 1,18   | 0,55   | 9,91   |

## Palmarès et distinctions

### Distinctions personnelles
- 1 fois joueur de la semaine en championnat de Belgique[8].